# Dorsum Grabau
Der Dorsum Grabau ist ein Dorsum des Erdmondes mit einer Länge von 124 km. Seinen Namen erhielt er 1976 vom deutsch-amerikanischen Geowissenschaftler Amadeus W. Grabau. 